# Юрченко Петро Григорович
Петро́ Григо́рович Ю́рченко  (22 серпня 1900, село Медвин, нині Іванківського району Київської області — 23 червня 1972, Київ) — український архітектор і мистецтвознавець. Кандидат архітектури (1941). Доцент (1938).

## Біографія
Після закінчення школи вступив в 1918 до Будівельно-технічного училища в місті Київ яке закінчив в 1922 році. Далі вступив і 1928 року закінчив Київський художній інститут (нині НАОМА — Національна академія образотворчого мистецтва і архітектури). Учень Павла Альошина.
Після отримання вищої освіти залишився викладати у Київському художньому інституті (1928—1941) та в Київському інженерно-будівельному інституті. (Згодом, через «малокультурні партійного ставленика і чистого адміністратора» Миколи Плехова був змушений піти з інституту.) П. Юрченко взяв участь у розробці конкурсних проєктів Будинку кооперації в Харкові (разом з Й. Каракісом і В. Заболотним). У 1930 році Юрченко спільно з Й. Ю. Каракісом, М. Г. Гречиною, братами Холостенками і В. Г. Заболотним створили товариство «Жовтень». Згодом, в 1930-х роках працював у майстерні разом з Й. Каракісом і М. Холостенком. У 1934 році брав участь в конкурсі на проєкт Урядового центру в Києві. У 1937 році входив до Правління Спілки радянських архітекторів України. З 1938 року — доцент. З 1941 року — кандидат архітектури.
Під час війни науково-викладацька діяльність була перервана, а сам Юрченко перебував на окупованій території, що згодом стало плямою в його біографії.
В 1944 році очолив Кабінет історії архітектури в Академії архітектури СРСР. 23 жовтня 1945 року був одним з членів правління Спілки радянських архітекторів УРСР, яке одноголосно висунуло Йосипа Каракіса на звання члена-кореспондента Академії архітектури УРСР. З 1946-го — в утвореному на його базі Інституту історії і теорії архітектури (ІІТА) в складі Академії архітектури УРСР. Тимчасово виконував обов'язки директора інституту (1948).
У 1952 році отримав від Михайла Цапенко, нового директора ІІТА, офіційну характеристику, що фактично звинувачувала його у державній зраді, і був звільнений з інституту:
|  | Роботи Юрченка з історії української архітектури вирізняються аполітичністю і дилетантизмом, відсутністю марксистського аналізу; у цих роботах не міститься викриття буржуазно-націоналістичної фальсифікації історії українського мистецтва архітектури. Відомо також, що гр. Юрченко в роки Вітчизняної війни залишався в окупованому німцями Києві і співробітничав з фашистами. В силу цього гр. Юрченко не вселяє політичної довіри і не може бути залишений на роботі в інституті, який відає галуззю ідеології в архітектурі. |

До Академії зміг повернутися тільки після смерті Сталіна в 1955 році; до Інституту — в 1957.
Помер 23 червня 1972 року, був похований на Байковому кладовищі.

## Творчий доробок
Юрченко разом із Григорієм Логвином і Юрієм Нельговським обстежував і вивчав пам'ятки архітектури (зокрема, в Кам'янці-Подільському). Виконав численні реконструкції, зокрема дерев'яних споруд у Києві (палац А. Кисіля, ратуша, дзвіниця Михайлівського-Золотоверхого монастиря за малюнком 1688 та ін.). Провів замальовки та обміри дерев'яного зодчества на Чернігівщині, Полтавщині, Поліссі, Поділлі, в Карпатах, дослідив приватні та музейні колекції з цього питання.
Найважливіші споруди та конкурсні проєкти:
- будинок уряду УРСР (1927) у Харкові — у співавторстві з Павлом Альошиним і Володимиром Заболотним[1];
- житловий масив «Промінь» (1929) у Харкові — у співпраці з Павлом Альошиним і Володимиром Заболотним;
- Курський вокзал (Москва) (1932) — у співпраці[10].
- надбудова ротонди на Аскольдовій могилі (1935)[1] і проєкту відкритого театру біля неї в Києві (1936—1937)
- проєкт планування та забудови Хрещатика в традиціях української народної художньої культури, в формах українського бароко (з Володимиром Заболотним і Ігнатієм Мілінсом).
- У 1940 році проєктує будинок Кооперації в Харкові (в співавторстві з Й. Каракісом і В. Заболотним)[4]

## Праці
Автор наукових праць:
- «Народное жилище Украины» (1941)[1]
- «Дерев'яне зодчество України» (1949)[1]
- «Пластика в современной архитектуре» (1965)[1]
- «Народне мистецтво» (1967)[1]
- «Дерев'яна архітектура України» (1970).[1]

Автор розділів у колективних працях:
- «Нариси історії архітектури Української РСР» (1957–1970)
- «Історія українського мистецтва» (томи 3 і 5, 1966–1968; гол. ред. 3 тому)
- «Українське народне мистецтво» (том 3, 1962).

Статті у збірниках і журналах. Серед них:
- Кам'янець-Подільський замок // Архітектурні пам'ятки. — К., 1950. — С. 105—120.